# Козловський Анатолій Михайлович
Козло́вський Анато́лій Миха́йлович (нар. 14 березня 1942) — український політик, народний депутат України 4-го скликання (2002–2005).

## Біографія
Народився 14 березня 1942 р. в селі Булацелове Арбузинського району Миколаївської області.
Закінчив Одеський технологічний інститут холодильної промисловості за спеціальністю «інженер-механік».
До 2002 року — голова АТВТ «Родючість» (м. Миколаїв).
З квітня 2002 по березень 2005 — Народний депутат України 4-го скликання, обраний обраний по виборчому округу № 133, Миколаївська область.

## Політична діяльність

А. М. Козловський під час передвиборчого туру В. В. Кличка. Первомайськ (Миколаївська область)

Діяльність позначена кількома переходами по фракціях:
- Фракція «Єдина Україна» 15.05.2002 — 20.06.2002
- Фракція «Аграрники України» (Аграрники) 20.06.2002 — 22.10.2002
- Фракція Аграрної партії України 22.10.2002 — 15.06.2004
- Фракція Народної аграрної партії України 15.06.2004 01.03.2005
- Фракція Народної партії 01.03.2005 — 07.09.2005
- Фракція Блоку Юлії Тимошенко 07.09.2005 — 23.09.2005
- Група «Довіра народу» 21.10.2005 — 21.12.2005
- Група «Відродження» — з 21.12.2005

## Нагороди і почесні звання
- Орден «За заслуги» 3-го ступеня (08.2001)[2];
- Заслужений працівник сільського господарства України (11.1998)[3];
- Орден Дружби народів (1986).